# 第37回シカゴ映画批評家協会賞
第37回シカゴ映画批評家協会賞（だい37かいシカゴえいがひひょうかきょうかいしょう、37th Chicago Film Critics Association Awards）は、2024年の映画を対象とした映画賞。2024年12月10日にノミネート作品が発表され、同月11日に受賞作品が発表された。最多ノミネートは『ブルータリスト』の9部門であり、『サブスタンス』の7部門が続いた。また、最多受賞は『Nickel Boys』の4部門であり、『ブルータリスト』『チャレンジャーズ』『リアル・ペイン〜心の旅〜』の2部門が続いた。

## 受賞結果
| 作品賞 | 監督賞 |
| --- | --- |
| - 『ブルータリスト』 - 『ANORA アノーラ』 - 『マッドマックス:フュリオサ』 - 『I Saw the TV Glow』 - 『Nickel Boys』 - 『サブスタンス』 | - ラメル・ロス - 『Nickel Boys』 - ショーン・ベイカー - 『ANORA アノーラ』 - ブラディ・コーベット - 『ブルータリスト』 - コラリー・ファルジャ - 『サブスタンス』 - ジェーン・シェーンブルン - 『I Saw the TV Glow』 |
| 主演男優賞 | 主演女優賞 |
| - エイドリアン・ブロディ - 『ブルータリスト』：ラースロー・トート - ティモシー・シャラメ - 『名もなき者/A COMPLETE UNKNOWN』：ボブ・ディラン - コールマン・ドミンゴ - 『シンシン/SING SING』：ジョン・ウィットフィールド - レイフ・ファインズ - 『教皇選挙』：トーマス・ローレンス枢機卿 - キース・カプファラー - 『Ghostlight』：ダン | - マリアンヌ・ジャン＝バプティスト - 『Hard Truths』：パンシー - シンシア・エリヴォ - 『ウィキッド ふたりの魔女』：エルファバ・スロップ - マイキー・マディソン - 『ANORA アノーラ』：アノーラ - デミ・ムーア - 『サブスタンス』：エリザベス - レア・セドゥ - 『The Beast』：ガブリエラ                                                                  |
| 助演男優賞 | 助演女優賞 |
| - キーラン・カルキン - 『リアル・ペイン〜心の旅〜』：ベンジー・カプラン - ユーリー・ボリソフ - 『ANORA アノーラ』：イゴール - クラレンス・マクリン - 『シンシン/SING SING』：本人役 - アダム・ピアソン - 『顔を捨てた男』：オズワルド                                                                                                  | - ナターシャ・リオン - 『喪う』：レイチェル - ダニエル・デッドワイラー - 『ピアノ・レッスン』：バーニース - アリアナ・グランデ - 『ウィキッド ふたりの魔女』：ガリンダ・アップランド - マーガレット・クアリー - 『サブスタンス』：スー - ゾーイ・サルダナ - 『エミリア・ペレス』：リタ・モーラ・カストロ                                                |
| 脚本賞 | 脚色賞 |
| - ジェシー・アイゼンバーグ - 『リアル・ペイン〜心の旅〜』 - ショーン・ベイカー - 『ANORA アノーラ』 - ブラディ・コーベット、モナ・ファストヴォールド - 『ブルータリスト』 - ジャスティン・クリツケス - 『チャレンジャーズ』 - コラリー・ファルジャ - 『サブスタンス』                                                                  | - ラメル・ロス、ジョスリン・ジョーンズ - 『Nickel Boys』 - ベルトラン・ボネロ、ベンジャミン・シャルビット、ギョーム・ブレオー - 『The Beast』 - ピーター・ストローハン - 『教皇選挙』 - ロバート・エガース - 『ノスフェラトゥ』 - グレッグ・クウェダー、クリント・ベントリー、クラレンス・マクリン、ジョン・ホイットフィールド - 『シンシン/SING SING』 |
| アニメ映画賞 | 外国語映画賞 |
| - 『'Flow』 - 『インサイド・ヘッド2』 - 『かたつむりのメモワール』 - 『ウォレスとグルミット 仕返しなんてコワくない!』 - 『野生の島のロズ』 | - 『私たちが光と想うすべて』 - 『エミリア・ペレス』 - 『悪は存在しない』 - 『Red Rooms』 - 『聖なるイチジクの種』 |
| ドキュメンタリー映画賞 | 作曲賞 |
| - 『ノー・アザー・ランド 故郷は他にない』 - 『ダホメ』 - 『Daughters』 - 『Soundtrack to a Coup d'Etat』 - 『Sugarcane』 | - トレント・レズナー、アッティカス・ロス - 『チャレンジャーズ』 - ダニエル・ブルームバーグ - 『ブルータリスト』 - ハンス・ジマー - 『デューン 砂の惑星PART2』 - ロビン・キャロラン - 『ノスフェラトゥ』 - ジョン・パウエル、スティーヴン・シュワルツ - 『ウィキッド ふたりの魔女』                                                                      |
| 美術賞 | 衣装デザイン賞 |
| - 『ノスフェラトゥ』 - 『ブルータリスト』 - 『デューン 砂の惑星PART2』 - 『サブスタンス』 - 『ウィキッド ふたりの魔女』 | - ジェニー・ビーヴァン - 『マッドマックス:フュリオサ』 - ジャクリーン・ウェスト - 『デューン 砂の惑星PART2』 - マッシモ・カンティーニ・パリーニ - 『Maria』 - リンダ・ミューア - 『ノスフェラトゥ』 - ポール・タゼウェル - 『ウィキッド ふたりの魔女』                                                                                                  |
| 編集賞 | 撮影賞 |
| - マルコ・コスタ - 『チャレンジャーズ』 - ショーン・ベイカー - 『ANORA アノーラ』 - ダーヴィド・ヤンチョ - 『ブルータリスト』 - マーガレット・シクセル、エリオット・ナップマン - 『マッドマックス:フュリオサ』 - ニコラス・モンスール - 『Nickel Boys』                                                                                | - ジョモ・フレイ - 『Nickel Boys』 - ロル・クローリー - 『ブルータリスト』 - サヨムプー・ムックディプローム - 『チャレンジャーズ』 - グリーグ・フレイザー - 『デューン 砂の惑星PART2』 - ジェアリン・ブラシュケ - 『ノスフェラトゥ』 |
| 視覚効果賞 | ミロス・シュテーリック・ブレイクスルー・フィルムメーカー賞 |
| - 『サブスタンス』 - 『デューン 砂の惑星PART2』 - 『マッドマックス:フュリオサ』 - 『Hundreds of Beavers』 - 『ウィキッド ふたりの魔女』 | - ラメル・ロス - 『Nickel Boys』 - マイク・チェスリック - 『Hundreds of Beavers』 - ヴェラ・ドリュー - 『The People's Joker』 - パヤル・カパーリヤー - 『私たちが光と想うすべて』 - グレッグ・クウェダー - 『シンシン/SING SING』 |
| 有望俳優賞 | |
| - クラレンス・マクリン - 『シンシン/SING SING』：本人役 - リリー・コリアス - 『Good One』：サム - カルラ・ソフィア・ガスコン - 『エミリア・ペレス』：エミリア・ペレス - ブリジット・リンディ＝ペイン - 『I Saw the TV Glow』：マディ・ウィルソン - アダム・ピアソン - 『顔を捨てた男』：オズワルド                                     | |

## 統計
| 数 | 作品                          |
| -- | ----------------------------- |
| 9  | 『ブルータリスト』            |
| 7  | 『サブスタンス』              |
| 6  | 『ANORA アノーラ』            |
| 6  | 『Nickel Boys』               |
| 6  | 『ウィキッド ふたりの魔女』   |
| 5  | 『デューン 砂の惑星PART2』    |
| 5  | 『ノスフェラトゥ』            |
| 5  | 『シンシン/SING SING』        |
| 4  | 『チャレンジャーズ』          |
| 4  | 『マッドマックス:フュリオサ』 |
| 3  | 『エミリア・ペレス』          |
| 3  | 『I Saw the TV Glow』         |
| 2  | 『私たちが光と想うすべて』    |
| 2  | 『The Beast』                 |
| 2  | 『教皇選挙』                  |
| 2  | 『顔を捨てた男』              |
| 2  | 『Hundreds of Beavers』       |
| 2  | 『リアル・ペイン〜心の旅〜』  |
| 2  | 『野生の島のロズ』            |

| 数 | 作品                         |
| -- | ---------------------------- |
| 4  | 『Nickel Boys』              |
| 2  | 『ブルータリスト』           |
| 2  | 『チャレンジャーズ』         |
| 2  | 『リアル・ペイン〜心の旅〜』 |